# Eric Koston
Eric Koston (Banguecoque, Tailândia 29 de abril de 1975) é um skatista profissional tailandês naturalizado americano. Cresceu em São Bernardino, na Califórnia, e anda de skate desde 1986. Conseguiu seu primeiro patrocínio em 1991 e tornou-se profissional em 1993, sendo também um dos personagens da série de jogos Tony Hawk's Pro Skater. É co-proprietário da Fourstar Clothing e do Skatepark "The Berrics" juntamente com o skatista Steve Berra.

## Rankings e Competições de Skate: 1996–2008
| Evento                                        | 1996 | 1997 | 2000 | 2001 | 2002 | 2003 | 2004 | 2005 | 2006 | 2007 | 2008 |
| --------------------------------------------- | ---- | ---- | ---- | ---- | ---- | ---- | ---- | ---- | ---- | ---- | ---- |
| Summer X Games 1, "park"                      | 1.º  |      |      |      |      |      |      |      |      |      |      |
| Summer X Games 2, "park"                      |      | 3.º  |      |      |      |      |      |      |      |      |      |
| Summer X Games 5, "park"                      |      |      | 1.º  |      |      |      |      |      |      |      |      |
| Summer X Games 6, "street"                    |      |      |      | 1.º  |      |      |      |      |      |      |      |
| Summer X Games 6, "park"                      |      |      |      | 1.º  |      |      |      |      |      |      |      |
| Summer X Games 6, "best trick"                |      |      |      | 1.º  |      |      |      |      |      |      |      |
| Melbourne Global World Cup, "street"          |      |      |      |      | 1.º  |      |      |      |      |      |      |
| Vancouver Slam City Jam, "street"             |      |      |      |      | 1.º  |      |      |      |      |      |      |
| Cleveland Gravity Games, "street"             |      |      |      |      | 1.º  |      |      |      |      |      |      |
| Summer X Games 7, "park"                      |      |      |      |      | 1.º  |      |      |      |      |      |      |
| Vancouver Slam City Jam/VTC#1, "street"       |      |      |      |      |      | 1.º  |      |      |      |      |      |
| Boost Mobile Vegas Pro Invitational, "street" |      |      |      |      |      | 1.º  |      |      |      |      |      |
| Cleveland Gravity Games, "street"             |      |      |      |      |      | 4.º  |      |      |      |      |      |
| X Games 8 Global, "park"                      |      |      |      |      |      | 1.º  |      |      |      |      |      |
| Summer X Games 8, "street"                    |      |      |      |      |      | 1.º  |      |      |      |      |      |
| Summer X Games 8, "park"                      |      |      |      |      |      | 1.º  |      |      |      |      |      |
| Summer X Games 8, "best trick"                |      |      |      |      |      | 1.º  |      |      |      |      |      |
| Goofy VS Regular, "street"                    |      |      |      |      |      |      | 2.º  |      |      |      |      |
| X Games 9, "street"                           |      |      |      |      |      |      | 1.º  |      |      |      |      |
| World Cup Season Ender, "street"              |      |      |      |      |      |      |      | 1.º  |      |      |      |
| Dew Tour Season Ender, "street"               |      |      |      |      |      |      |      | 1.º  |      |      |      |
| Dew Action Sports Tour, "park"                |      |      |      |      |      |      |      | 1.º  |      |      |      |
| Van's Downtown Showdown, "stair set"          |      |      |      |      |      |      |      | 1.º  |      |      |      |
| Van's Downtown Showdown, "bank to bank"       |      |      |      |      |      |      |      | 1.º  |      |      |      |
| West 49 Canadian Open, "street"               |      |      |      |      |      |      |      | 1.º  |      |      |      |
| West 49 Canadian Open, "rail"                 |      |      |      |      |      |      |      | 1.º  |      |      |      |
| Dew Tour, "park"                              |      |      |      |      |      |      |      |      | 1.º  |      |      |
| X Games 11, "street"                          |      |      |      |      |      |      |      |      | 1.º  |      |      |
| Tampa Pro Games, "street"                     |      |      |      |      |      |      |      |      |      | 1.º  |      |
| X Games 12, "street"                          |      |      |      |      |      |      |      |      |      | 5.º  |      |
| Evento                                        | 1996 | 1997 | 2000 | 2001 | 2002 | 2003 | 2004 | 2005 | 2006 | 2007 | 2008 |